# Tychius quinquepunctatus
Tychius quinquepunctatus е вид бръмбар от семейство Хоботникови (Curculionidae). Разпространен е в цяла Европа и части от Азия и северна Африка.

## Разпространение
Видът е с палеарктично разпространение: в Европа се среща навсякъде; в Азия – Израел, Йордания, Сирия, Турция, Казахстан, Япония и Русия; в северна Африка – Алжир.

## Външен вид

### Имаго
Имагото е с дължина 3÷4 mm. Телесната обвивка е черна на цвят; с изключение на крачетата, антенките и хоботчето, които са светлокафяви. Тя обаче почти не се вижда, защото е гъсто покрита с люспички – основно червено–кафяви (рядко сребристосиви), на места бели. Така се оформя характерната окраска на вида – кафеникав, с бял шев между елитрите и бели петна на раменете, близо до върха на елитрите, надлъжно по средата на преднегръба и между очите. Крачетата също са със светли люспички. При по рядката форма с основен цвят сребристосиво, белите петна по-слабо различими.
Хоботът е приблизително равен по дължина на преднегръба. В основата си (⅔ от дължината) цилиндричен, от антенките към върха (останалата ⅓) клиновидно стесняващ се.
Задните бедра отдолу с голямо зъбче (подрод Trichius).

## Начин на живот
В България имагото се среща от април до юли. Ларвата се развива върху различни растения от сем. Бобови – Vicia, Pisum, Lathyrus. Женската снася яйцата си в плодовете, където ларвата се храни със семената. Какавидира в почвата, от където след 8 – 10 дни излиза имагото, което презимува до следващата година.

## Селскостопанско значение
Понякога е съобщаван като вредител по баклата.